# Töbör-alji-hasadék
A Töbör-alji-hasadék az Aggteleki Nemzeti Park területén található egyik barlang. A barlang az Aggteleki-karszt és a Szlovák-karszt többi barlangjával együtt 1995 óta a világörökség része. Az Alsó-hegy legnagyobb bejáratú barlangja.

## Leírás
Az Alsó-hegy fennsíkján, a Vecsem-bükk csúcsától körülbelül fél kilométerre, fokozottan védett területen nyílik. A Jóbarát-zsomboly felől megközelítve, a piros T jelzésű turistaösvénytől, más néven zsombolyos tanösvénytől balra lévő töbör aljának út felőli, délkeleti részén van könnyen észrevehető nagy bejárata. A Jóbarát-zsombolytól északnyugatra található. Ebben a töbörben nyílik a Cickány-zsomboly és a Gőte-zsomboly is. A XII.43.4. számú határkőtől délre 700 méterre helyezkedik el. Bejáratának függőleges tengelyiránya. A legnagyobb bejáratú alsó-hegyi barlang.
A töbörfenék oldalához közelebb eső részen található hasadékban kényelmesen le lehet sétálni a zsomboly aljára, ahol teljesen világos van a nagy méretek miatt. Az aljzat csaknem vízszintes a kisebb-nagyobb sziklatömböktől eltekintve. A moha vastagon borítja a falakat. A zsombolytorzó jellege alapján csak szakadékdolinának minősíthető. Vízszintes kiterjedése 25 méter.
Előfordul a barlang az irodalomban Névtelen-zsomboly (Nyerges 1997), Névtelen zsomboly (Vlk 2016), Töböralji-hasadék (Kordos 1984), Töbörfenéki-zsomboly (Kósa 1992) és V/20 (MAFC 2008) neveken és jelzettel is. Névtelen-zsombolynak hívják a Nászút-barlang melletti barlangot is. 2016-ban volt először Töbör-alji-hasadéknak nevezve a barlang az irodalmában.

## Kutatástörténet
1977-ben a Promontor SE Barlangkutató Csoport kutatott egy Névtelen-zsomboly nevű barlangot a Nászút-barlang mellett, de a kutatott barlang nem a Töbör-alji-hasadék. Az 1984-ben kiadott, Magyarország barlangjai című könyv országos barlanglistájában szerepel az Aggteleki-karszton lévő barlang Töböralji-hasadék néven. A listához kapcsolódóan látható az Aggteleki-karszt és a Bükk hegység barlangjainak földrajzi elhelyezkedését bemutató 1:500 000-es méretarányú térképen a barlang földrajzi elhelyezkedése. Az 1992-ben kiadott, Alsó-hegyi zsombolyatlasz című könyvben, az Alsó-hegy fennsíkjának magyarországi oldalát bemutató egyik térképen megfigyelhető a beszakadásnak jelölt Töbör-alji-hasadék földrajzi elhelyezkedése. A kiadvány 20. oldalán meg van említve a Töbör-alji-hasadék.
Az Aggteleki-karszt és a Szlovák-karszt többi barlangjával együtt 1995 óta a világörökség része a Töbör-alji-hasadék. A Nyerges Attila által 1997-ben készített szakdolgozat szerint a 8 m mély Névtelen-zsomboly az Alsó-hegy magyarországi részének 50. legmélyebb barlangja. A 47. legmélyebb (Dusa-barlang), a 48. legmélyebb (Geológustechnikus-zsomboly), a 49. legmélyebb (Menetke-zsomboly) és az 51. legmélyebb (Sinkó-zsomboly) szintén 8 m mélyek. A Töböralji-hasadék az 5450-es (Alsó-hegy) kataszteri egységben elhelyezkedő barlangok között van. Az 1999. évi Lakatos Kupa egyik helyszíne volt a barlang.
A 2008. szeptember 27-én megrendezett XV. Lakatos Kupa kiadványában 8 m mély barlangként szerepel. A füzetben megjelent a barlang alaprajz térképe és függőleges hosszmetszet térképe. A térképeket ismeretlen időpontban, ismeretlen személy készítette. A verseny egyik nem kötelezően érintendő, felszíni érintőpontja volt a Töbör-alji-hasadék. 2012-ben Luděk Vlk mérte fel a barlangot, majd a felmérés alapján megrajzolta a barlang alaprajz térképét és hosszmetszet térképét. Az alaprajz térképen látható a hosszmetszet elhelyezkedése a barlangban. 2015-ben a Barrandien Barlangkutató Csoport megállapította, hogy a Névtelen zsomboly és a Töbör-alji-hasadék ugyanaz a barlang.
Az Alsó-hegy karsztjelenségeiről szóló, 2019-ben kiadott könyvben az olvasható, hogy a Névtelen-zsomboly (Töbör-alji-hasadék, Töbörfenéki-zsomboly) ismeretlen hosszú és 12 m mély. A barlang azonosító számai: Szlovákiában 190, Magyarországon 5452/67, egyéb V/20. A könyvben publikálva lett a barlang 2012-ben készült alaprajz térképe és 2012-ben készült hosszmetszet térképe. A barlangot 2012-ben Luděk Vlk mérte fel, majd 2012-ben Luděk Vlk a felmérés alapján megrajzolta a barlang térképeit. A térképeket 2016-ban Luděk Vlk digitalizálta. A kiadványhoz mellékelve lett az Alsó-hegy részletes térképe. A térképet Luděk Vlk, Mojmír Záviška, Ctirad Piskač, Jiřina Novotná, Miloš Novotný és Martin Mandel készítették. A térképen, amelyen fekete ponttal vannak jelölve a barlangok és a zsombolyok, látható a Töbör-alji-hasadék (5452/67, 190) földrajzi elhelyezkedése.